# Lactarius subumbonatus
Lactarius subumbonatus är en svampart som beskrevs av Lindgr. 1845. Lactarius subumbonatus ingår i släktet riskor och familjen kremlor och riskor.   Inga underarter finns listade i Catalogue of Life.

## Källor

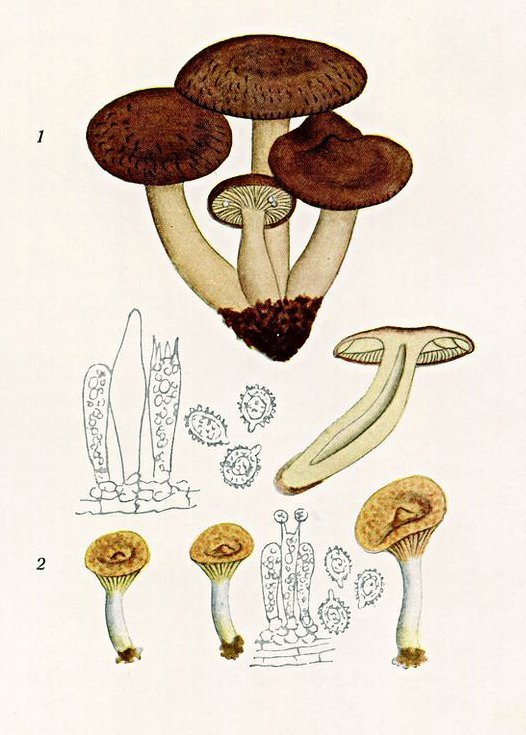
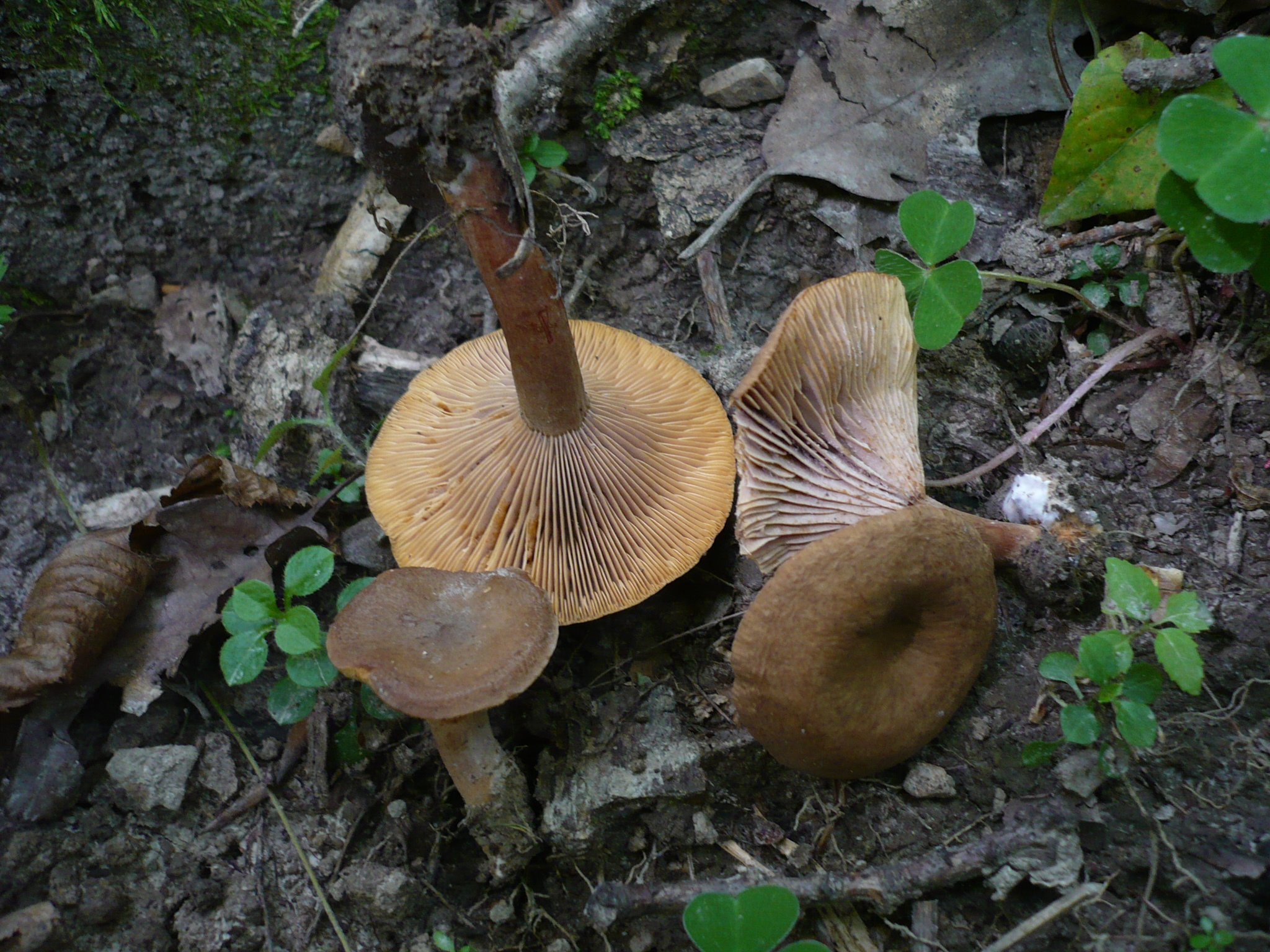
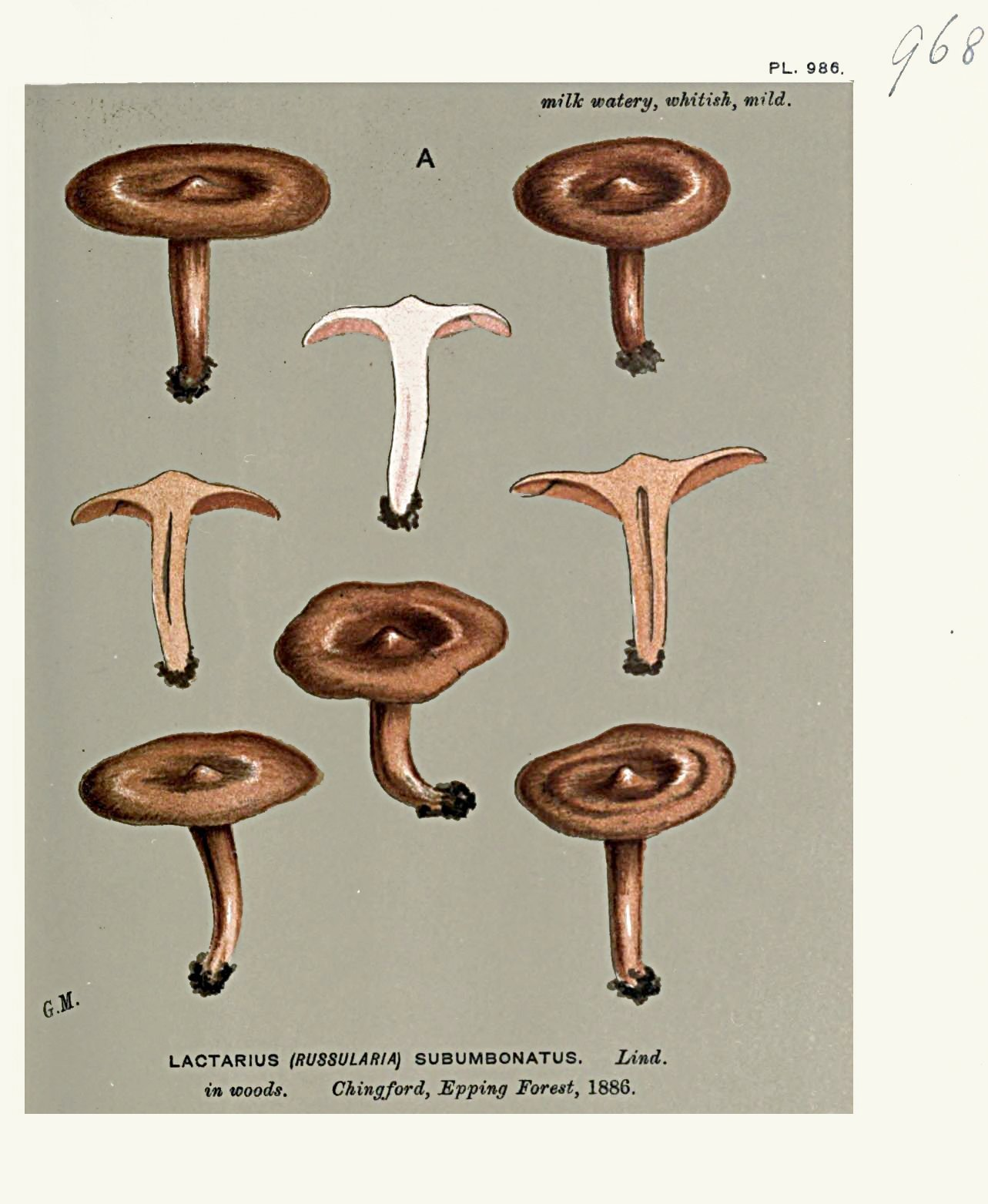